# Litoscalpellum aurorae
Litoscalpellum aurorae är en kräftdjursart som först beskrevs av Bage 1938.  Litoscalpellum aurorae ingår i släktet Litoscalpellum och familjen Scalpellidae. Inga underarter finns listade i Catalogue of Life.